# Azúrkék nyomok
Az Azúrkék nyomok (eredeti cím: Blue’s Clues) 1996 és 2006 között vetített amerikai vegyes technikájú oktatási sorozat, amelyet Traci Paige Johnson, Todd Kessler és Angela Santomero alkotott.
A sorozat producerei Traci Paige Johnson, Todd Kessler és Angela Santomero. A műsor házigazdája Steve Burns, majd Donovan Patton. A fantasy zeneszerzői Nick Balaban és Michael Rubin. A sorozat a Nickelodeon Animation Stúdió és az Out of the Blue Enterprises gyártásában készült, forgalmazója a ViacomCBS Domestic Media Networks.
Amerikában 1996. szeptember 8-től volt látható a Nickelodeon-on. Magyarországon az iTunes-on elérhető az első évad.

## Cselekmény
A műsor a címadó főszereplőről, egy kék kutyáról szól. Az epizódok során Kék különféle talányokat ad a gyerekeknek, amelyeket meg kell fejteniük. A főszereplők közé tartozik egy emberi házigazda, Steve (őt később Joe váltotta le), valamint különböző beszélő tárgyak, például Postaláda, Só bácsi, Bors néni, Vödör, Lapát és még sok más egyéb karakter.

## Szereplők

### Főszereplők
| Szereplő        | Színész                                                                      | Magyar hang    |
| --------------- | ---------------------------------------------------------------------------- | -------------- |
| Steve           | Steve Burns                                                                  | Csőre Gábor    |
| Joe             | Donovan Patton                                                               | N/A            |
| Szereplő        | Eredeti hang                                                                 | Magyar hang    |
| Azúrkék         | Traci Paige Johnson                                                          | eredeti hang   |
| Postaláda       | Michael Rubin                                                                | Bodrogi Attila |
| Fiók            | Aleisha LaNaé Allen                                                          | N/A            |
| Só bácsi        | Nick Balaban                                                                 | Pipó László    |
| Borsnéni        | Penelope Jewkes (1. évad) Spencer Kayden (2–6. évad)                         | Sági Tímea     |
| Paprika         | Jenna Marie Castle (csecsemő) Corrine Hoffmann (gyerek)                      | N/A            |
| Fahéj           | Annalivia Balaban                                                            | N/A            |
| Vödör           | Marshall Claffy (1. hang) Julia Wetherell (2. hang) Nicole Gibson (3. hang)  | N/A            |
| Lapát           | Stephen Schmidt (1. hang) Jonathan Press (2. hang)                           | Bogdán Gergő   |
| Csúszós szappan | Cody Ross Pitts (1. hang) Patrick Van Wagnen (2. hang) Sean Hanley (3. hang) | Bogdán Gergő   |
| Tickety Tock    | Kathryn Avery (1. hang) Kelly Nigh (2. hang)                                 | Pekár Adrienn  |

## Gyártás
Az alkotók a népszerű Szezám utcát jelölték meg a program inspirációjául.
A műsor a Nickelodeon/Nick Jr. egyik legnépszerűbb produkciójának számít, hat évadot élt meg 143 epizóddal. Az Amerikai Egyesült Államokban 1996. szeptember 8-tól 2006. augusztus 6-ig vetítették.
A sorozat sikerességének köszönhetően a sorozat alapján több videójáték is készült, valamint a színészek élőszereplős turnékat tartottak. 2004-ben Blue’s Room címmel indult a sorozat spin-offja, ez azonban csak két évadot élt meg.
2018-ban a Nickelodeon bejelentette, hogy feltámasztja a sorozatot.